# Jodi Thelen
Jodi Thelen (* 12. Juni 1962 in St. Cloud, Minnesota) ist eine US-amerikanische Schauspielerin.

## Leben
Jodi Thelen wurde 1962 in St. Cloud, im US-Bundesstaat Minnesota geboren.
1981 hatte Thelen in dem Film Vier Freunde ihren ersten Auftritt. 1983 trat sie am Broadway in Brighton Beach Memoirs auf. 1986 erhielt sie ihre erste Rolle in der Fernsehserie American Playhouse. Sie spielte 1987 bis 1989 in der Fernsehserie Duet erstmals einen größeren Handlungsbogen.

## Filmografie
- 1981: Vier Freunde (Four Friends)
- 1982: Dämmerung (Twilight Time)
- 1983: Der schwarze Hengst kehrt zurück (The Black Stallion Returns)
- 1984: A Doctor’s Story (Fernsehfilm)
- 1986: American Playhouse (Fernsehserie, Folge 5x01)
- 1987–1989: Duet (Fernsehserie, 54 Folgen)
- 1989: Starting Now (Fernsehfilm)
- 1990: Follow Your Heart (Fernsehfilm)
- 1990: Random Acts of Variety (Fernsehserie, Folge 1x01)
- 1993: Short Attention Span Theater (Fernsehserie, Folge 5x03)
- 1993: Grace (Grace Under Fire, Fernsehserie, Folge 1x07 Gemeinsame Erfahrung)
- 1995: Eine heiße Affäre (One Night Stand)
- 1996: Playback – Liebe zu viert (Playback)
- 1998: Eine Hochzeit zum Verlieben (The Wedding Singer)
- 1998: The Closer (Fernsehserie, Folge 1x10)
- 2001: Dawson’s Creek (Fernsehserie, Folge 5x04 Trauer um Mitch)
- 2002: Ein Hauch von Himmel (Touched by an Angel, Fernsehserie, Folge 9x10 Die Weihnachtsuhr)
- 2004: Die himmlische Joan (Joan of Arcadia, Fernsehserie, Folge 1x14)
- 2009: Cryptic
- 2014: Grow Up!? – Erwachsen werd’ ich später (Laggies)
- 2017: Twin Peaks (Twin Peaks: The Return, Fernsehserie, 3 Folgen)